# François Valterre
François Valterre ou Walter né le 7 septembre 1759 à Mézières (Ardennes), mort le 30 janvier 1837 à Dugny-sur-Meuse (Meuse), est un général français de la Révolution et de l’Empire.

## Premiers engagements et parcours dans l'armée de la révolution
Le 18 octobre 1776, François Valterre s'engage comme grenadier au régiment de Médoc, jusqu'en 1785.
La Révolution survient. 

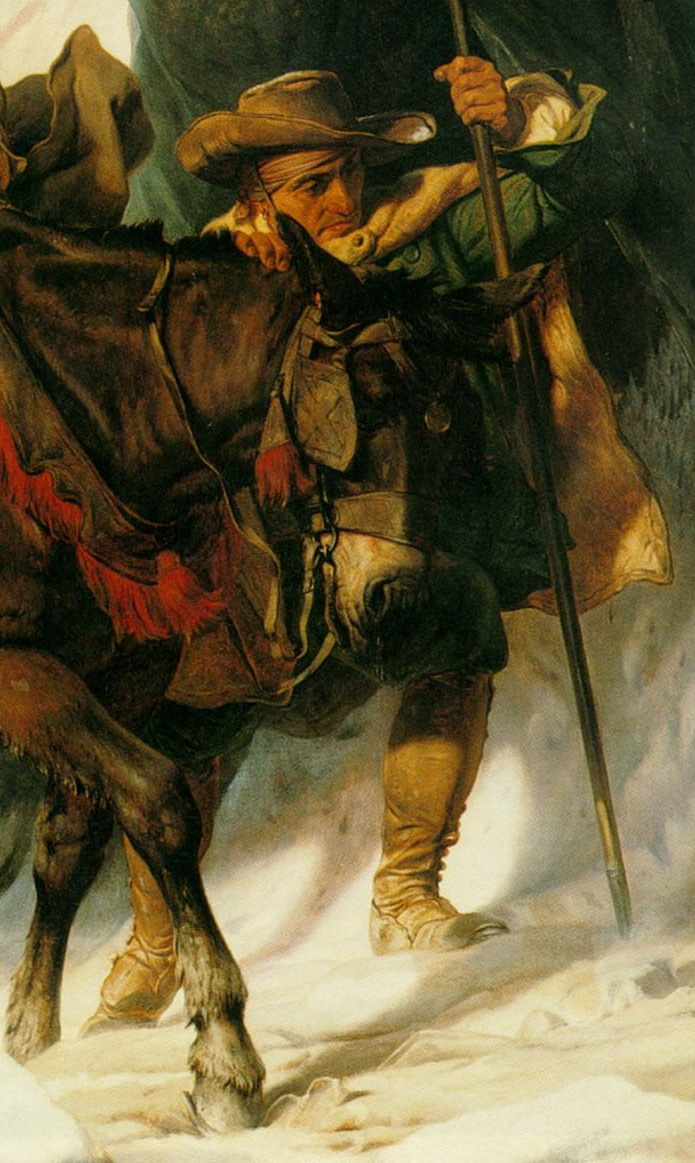
Franchissement des Alpes

Dès juillet 1789, il rejoint, toujours comme grenadier, la garde nationale de Mézières. Adjudant-major en 1792, adjudant de place en 1793, chef de bataillon en 1794, il est blessé d'un coup de feu à Marchienne-au-Pont le 3 juin 1794. Affecté à l'armée de Sambre-et-Meuse, il intègre ce qui deviendra le 30e régiment d'infanterie de ligne. Le 12 juin 1796, il se distingue à bataille de Neuwied.
En janvier 1797, il passe de la Moselle à l'armée d'Italie, au sein de la division Bernadotte. L'armée d'Italie est commandée par le très jeune général Bonaparte. François Valterre se signale au combat du passage du Tagliamento le 16 mars 1797, avant d'être à nouveau blessé d'un coup de feu à la prise de Gradisca trois jours plus tard. Le 27 novembre 1798, il est bloqué dans Rome par les Autrichiens, et résiste avec pugnacité, défendant, isolé avec huit cents hommes dans le château Saint-Ange, puis combattant au sein de la division Championnet pour maintenir l'éphémère République romaine contre Ferdinand IV de Naples.
Sa conduite dans Rome lui vaut d'être nommé provisoirement chef de brigade. Encore blessé le 10 mai 1799, lors de la retraite de Naples, il réprime deux mois plus tard, en juillet, les habitants de Ronciglione qui se sont rebellés contre les pillages de l'armée française et les contributions financières qu'on leur impose. Il est à nouveau blessé d'un coup de feu à la jambe gauche devant Viterbe début août.
François Valterre  prend la tête de l'unité dans laquelle il combat depuis plusieurs années, devenue la 30e demi-brigade. Il remplace à ce commandement Jacques Darnaud, promu général de brigade. Cette unité reçoit l'ordre de marcher à nouveau vers l'Italie. Le 13 mai 1800, elle est à Vevey. Puis, ayant rejoint l'Armée d'Italie, elle traverse les Alpes sur  des chemins de muletiers, passant par le col du Grand-Saint-Bernard, enneigé, en chantant pour se donner des forces et en rêvant d'Italie.  
« Nous luttons contre la glace, la neige, les tourmentes et les avalanches. Le Saint-Bernard, étonné de voir tant de monde le franchir si brusquement, nous oppose quelques obstacles », écrit Bonaparte le 18 mai 1800.
L'armée française arrive ainsi dans la plaine du Pô, face aux Autrichiens, éberlués. Placée sous les ordres du général Jean Lannes, la demi-brigade s'illustre à Aoste le 16 mai 1800, à Pavie le 2 juin, à bataille de Montebello le 10 juin et à la bataille de Marengo le 14 juin. François Valterre est nommé chef de brigade sur ce dernier champ de bataille et est confirmé le 6 août comme titulaire à ce grade par arrêté des consuls. Il est, une énième fois, blessé d'un coup de feu à Volta Mantovana le 21 décembre et rentre en France en 1801 en garnison à Strasbourg.
Affecté au camp de Bruges en 1803, il est employé à la 1re division du 3e Corps, sous les ordres de Davout.

## Général et baron d'Empire
À la tête de son 30e de ligne, il s'illustre au combat de Lambach le 1er novembre 1805 et est cité au 16e Bulletin de la Grande Armée, pour son impétuosité dans la défense d'un passage sur la Traun.

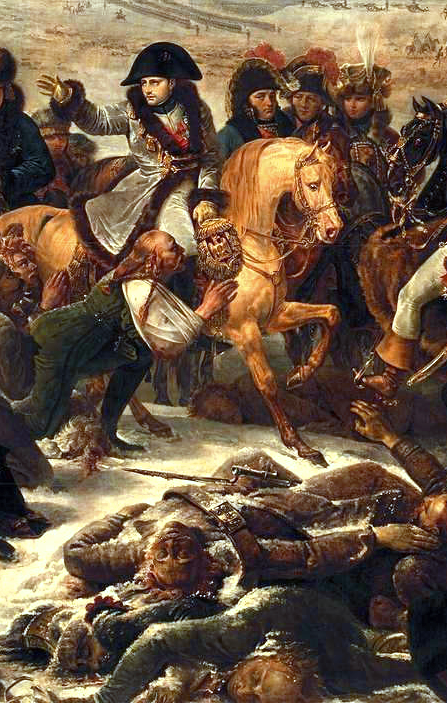
Champ de bataille d'Eylau

Son régiment est aussi cité à l'ordre du jour de l'état-major général le 14 novembre 1805, pour avoir tenu tête lors de la bataille de Lambach, à l'arrière-garde russe, pour l'avoir entamé et leur avoir fait 400 prisonniers. Il est nommé commandeur de l'Légion d'Honneur le 26 décembre 1805.
Au sein de la division Morand, il participe évidemment à la bataille d'Auerstaedt, à la campagne de Pologne et à la bataille d'Eylau en février 1807. Au cours de cette bataille, il reçoit encore deux blessures, un coup de feu au genou gauche et un biscaïen au bras droit, « blessé de manière à en rester estropié toute sa vie » (Opérations du 3e Corps). Pourtant, le colonel Valterre continue de servir, à la Heilsberg le 10 juin 1807, et à Labiau.
Il est nommé général de brigade le 29 janvier 1808 et continue cependant de commander son régiment jusqu'au 27 octobre. Il est alors affecté au commandement de la place de Palmanova, dans cet Italie où il s'est si souvent illustré. Créé baron de Saint-Ange le 19 décembre 1809, il est assiégé dans Palmanova à partir du 24 octobre 1813. Le 12 février 1814, il subit un intense bombardement de nuit mais ne consent à rendre la place que le 17 avril.
Mis en non-activité par la Première Restauration, il reçoit le commandement de la place de Metz pendant les Cent-Jours. Au retour de la famille royale, il est mis en disponibilité en octobre 1815, puis à la retraite en octobre 1819, après 43 années de service.